# Inga Braune

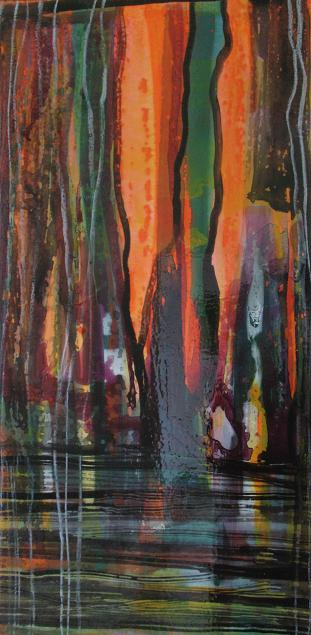
Inga Braune, „ohne Titel“ 2010

Inga Braune (* 1. Juli 1981 in Simmerath) ist eine deutsche Künstlerin.

## Leben
Inga Braune studierte an der Justus-Liebig-Universität Gießen bei Andreas Schmid, Johanna Staniczek und Isolde Wawrin. Bereits während ihres Magisterstudiums der Kunstpädagogik zeichnete sich in ihrem Wirken eine Hinwendung zur gegenstandslosen Malerei ab.
Seit ihrer ersten Gruppenausstellung zum Thema Linien, 2002, zieht sich die Thematik durch Inga Braunes Schaffen. Ihre Einzelausstellungen, 2005, 2006 in der Galerie „Unterer Hardthof“, Gießen waren der Ausgangspunkt für ihre Tätigkeit als freischaffende Künstlerin. Weitere Ausstellungen folgten 2006 und 2007 in Bonn, 2010 im Fotostudio „gebäude.1 Fotografie“ in Wuppertal und 2008, 2011 sowie 2012 in Düsseldorf.
Aufmerksamkeit erregten 2010 und 2011 ihre Einzelausstellungen im Festetics Schlossmuseum, Keszthely in Ungarn, anlässlich derer sie von Árpád Horányi als ...eine der herausragenden Vertreter der abstrakten Malerei gewürdigt wurde.
2011 wurde sie eingeladen, im Rahmen der Reihe „Linie Kunst“ auszustellen, so war Inga Braunes Malerei vom 26. November 2011 bis 9. März 2012 in einer Einzelausstellung unter dem Titel "Ohne Titel" im Foyer der Hauptverwaltung der NEW AG in Mönchengladbach zu sehen.
Bei ihren Ausstellungen 2011 und 2012 in Düsseldorf zeigte Inga Braune ihre Werke in der Galerie OTTO ZWO, unter anderem im Rahmen des Projektes "Musik! Postkarten? Kunst." in Zusammenarbeit mit dem Musikwissenschaftler und Komponisten Christian Oscar Gazsi Laki. 2012 folgte zudem ihre Einzelausstellungen im Ballhaus Düsseldorf.
2013 stellte sie zusammen mit Karla Spennrath und mehrmals mit Sabine Rolli im d-52 Düsseldorf, auch im Rahmen der Kunstpunkte, aus. Es folgte ein gemeinsames Projekt mit Sabine Rolli und Christian Oscar Gazsi Laki mit dem Titel „da, wo die Vögel zwitschern…“ in der Galerie OTTO ZWO. Wo sie auch 2015 mit ihrer Ausstellung "DA" gastierte.
Anlässlich des Richard-Strauss Jahres 2014 kam es erneut zu einer Kooperation mit Sabine Rolli mit einer Ausstellung im Rahmen eines Sonderkonzertes in der Dorfkirche Repelen.
Inga Braune ist zudem als Kunstpädagogin und Dozentin tätig.

## Werk
Themen ihrer Malerei sind Form, Farbe und Linien, die sie zu komplexen, emotionsgeladenen und ästhetisch vielschichtigen Kompositionen zu verflechten weiß (Johanna Staniczek).
Die Bilder setzen sich selbst von der in der gegenstandslosen Malerei gewohnten Darstellungsweise und deren gebräuchlichen allgemeinen Kennzeichen ab. Diese Eigenheiten sind die Markenzeichen der deutschen Künstlerin Inga Braune. (Árpád Horányi).
Strahlende, leuchtende Farben wie Orange, Feuerrot oder Apfelgrün werden von Braune genauso verwendet wie tiefes Schwarz. Letzteres verschleiert die Bilder wie Regentropfen oder es erzeugt Neugier, weil es wie ein Zaun die Bilder verdeckt. Dass trotzdem keines der Bilder bedrohlich oder melancholisch wirkt, liegt an der Lackschicht, mit der Braune jedes Bild überzogen hat, und die selbst das Schwarz leuchten lässt. (Garnet Manecke, Rheinische Post)
Eine grün-bläuliche Fläche von rosa Balken wie eingerahmt. Dunkle Streifen rinnen über die Leinwand, die mit Lack versiegelt ist und wie ein Spiegel wirkt. Man möchte es anfassen, dieses Bild, es wirkt auf eigenartige Weise greifbar. (Verena Patel, Rheinische Post)